# Цимер, Тибор
Ти́бор Ци́мер — (венг. Czimer Tibor; 7 октября 1923, Будапешт — 29 ноября 1957, там же) — венгерский рабочий, активный участник антикоммунистического Венгерского восстания 1956 года. Казнён после подавления восстания. В современной Венгрии считается героем революции.

## Армия и работа
Родился в рабочей семье. После шести классов начальной школы жил случайными заработками. В 1940 году был призван в армию.
В 1941 году полтора месяца служил в сапёрных войсках на советско-германском фронте. После демобилизации вернулся в Будапешт, работал чернорабочим. В ноябре 1944 года был вновь призван на военную службу, но не явился на призывной пункт. Скрывался до конца войны.
C 1945 по 1950 год Тибор Цимер был подсобным рабочим, пожарным и тренером по боксу. В 1951—1954 годах работал на строительстве будапештского метро. Был признан виновным в аварии и уволен. В 1955 году был подсобником на железной дороге. Летом 1956 года поступил на шахту в медье Пешт.

## Участие в восстании
В октябре 1956 года Тибор Цимер поддержал антикоммунистическое Венгерское восстание. С группой единомышленников-шахтёров он прибыл в Будапешт. Присоединился к повстанческой группировке, контролировавшей площадь Сена, во главе которой стояли Йожеф Дудаш и Янош Сабо.
27 октября Тибо Цимер вступил в «Шахтёрскую бригаду» Ласло Русняка. 31 октября стал заместителем командира бригады. Активно участвовал в боях с советскими войсками и местными коммунистическими формированиями (особенно крупным было боестолкновение 28 октября). Принимал участие в арестах сотрудников коммунистической госбезопасности.
4 ноября Тибор Цимер со своими бойцами прибыли из Будапешта в Сомбатхей для поддержки городского революционного совета. Там Цимер был взят в плен советскими войсками и отправлен в Ужгород.

## Казнь и память
В конце декабря Тибор Цимер был передан властям ВНР. Предстал перед судом в рамках процесса «Шахтёрской бригады». 29 июля 1957 года был приговорён к смертной казни. Апелляция оставлена без последствий, приговор приведён в исполнение 29 ноября. Вместе с Тибором Цимером были казнены Роберт Бан, Ласло Русняк, Андраш Лауринец.
В современной Венгрии Тибор Цимер считается героем революции как один из лидеров «Шахтёрской бригады».